# Campionati italiani di triathlon del 2012
I Campionati italiani di triathlon del 2012 (XXIV edizione) sono stati organizzati dalla Federazione Italiana Triathlon e si sono tenuti a Tarzo Revine in Veneto, in data 14 luglio 2012.
Tra gli uomini ha vinto Alessandro Fabian ( Carabinieri), mentre la gara femminile è andata ad Alice Betto (DDS).

## Risultati

### Élite uomini
| Pos. | Atleta                    | Società sportiva             | Nuoto    | Bici     | Corsa    | Totale   |
| ---- | ------------------------- | ---------------------------- | -------- | -------- | -------- | -------- |
|      | Alessandro Fabian         | Carabinieri                  | 00:19:12 | 00:59:58 | 00:32:05 | 01:52:26 |
|      | Andrea De Ponti           | Friesian Team                | 00:19:19 | 01:00:59 | 00:32:43 | 01:54:13 |
|      | Andrea Giacomo Secchiero  | Fiamme Oro                   | 00:19:13 | 01:01:03 | 00:32:53 | 01:54:24 |
| 4    | Andrea D'Aquino           | Carabinieri                  | 00:19:19 | 01:01:00 | 00:33:06 | 01:54:35 |
| 5    | Rodrigo Augustin Nogueras | DDS                          | 00:19:31 | 01:02:05 | 00:31:58 | 01:54:53 |
| 6    | Alex Ascenzi              | Fiamme Azzurre               | 00:19:20 | 01:00:58 | 00:34:06 | 01:55:34 |
| 7    | Jonathan Ciavattella      | Esercito                     | 00:19:22 | 00:59:46 | 00:35:16 | 01:55:41 |
| 8    | Alberto Casadei           | Fiamme Oro                   | 00:19:14 | 01:01:05 | 00:34:09 | 01:55:42 |
| 9    | Manuel Biagiotti          | Friesian Team                | 00:19:12 | 01:01:05 | 00:34:17 | 01:55:53 |
| 10   | Ivan Risti                | DDS                          | 00:19:15 | 01:01:01 | 00:34:37 | 01:56:05 |
| 11   | Luca Facchinetti          | Esercito                     | 00:19:19 | 01:02:02 | 00:33:33 | 01:56:30 |
| 12   | Mattia Ceccarelli         | DDS                          | 00:19:08 | 01:01:10 | 00:35:48 | 01:57:22 |
| 13   | Manuele Canuto            | Fiamme Oro                   | 00:19:15 | 01:01:03 | 00:35:52 | 01:57:25 |
| 14   | Giulio Molinari           | Carabinieri                  | 00:19:14 | 00:59:55 | 00:37:11 | 01:57:29 |
| 15   | Leonardo Ballerini        | Triathlon Cremona Stradivari | 00:19:12 | 00:59:56 | 00:38:20 | 01:58:49 |
| 16   | Davide Bargellini         | Friesian Team                | 00:19:13 | 01:01:05 | 00:37:21 | 01:58:57 |
| 17   | Gregory Barnaby           | Fumane Triathlon             | 00:19:21 | 01:01:23 | 00:37:08 | 01:59:05 |
| 18   | Jacopo Butturini          | Fumane Triathlon             | 00:19:18 | 01:01:03 | 00:38:10 | 01:59:47 |
| 19   | Tommaso Pavan             | CUS Trento CTT               | 00:19:30 | 01:02:05 | 00:37:06 | 01:59:58 |
| 20   | Andrea Pederzolli         | CUS Trento CTT               | 00:19:42 | 01:04:09 | 00:35:37 | 02:00:47 |

### Élite donne
| Pos. | Atleta                     | Società sportiva             | Nuoto    | Bici     | Corsa    | Totale   |
| ---- | -------------------------- | ---------------------------- | -------- | -------- | -------- | -------- |
|      | Alice Betto                | DDS                          | 00:20:17 | 01:09:53 | 00:37:33 | 02:09:06 |
|      | Gaia Peron                 | Fiamme Oro                   | 00:20:21 | 01:09:51 | 00:39:27 | 02:10:58 |
|      | Daniela Chmet              | Fiamme Oro                   | 00:20:38 | 01:13:22 | 00:38:18 | 02:13:43 |
| 4    | Elena Maria Petrini        | T.D. Rimini                  | 00:00:00 | 00:00:00 | 00:41:10 | 02:16:07 |
| 5    | Veronica Signorini         | Triathlon Cremona Stradivari | 00:20:27 | 01:13:35 | 00:40:44 | 02:16:14 |
| 6    | Giorgia Priarone           | T.D. Rimini                  | 00:23:49 | 01:12:50 | 00:39:04 | 02:17:06 |
| 7    | Laura Giordano             | Silca Ultralite              | 00:25:08 | 01:13:33 | 00:36:53 | 02:17:09 |
| 8    | Margie Santimaria          | Fiamme Oro                   | 00:21:25 | 01:12:35 | 00:42:57 | 02:18:21 |
| 9    | Elisa Battistoni           | Freezone                     | 00:21:39 | 01:15:48 | 00:40:20 | 02:19:17 |
| 10   | Chiara Ingletto            | Firenze Triathlon            | 00:24:56 | 01:13:52 | 00:40:19 | 02:20:35 |
| 11   | Daniela Pallaro            | Padova Triathlon             | 00:24:03 | 01:14:52 | 00:40:12 | 02:20:41 |
| 12   | Laura Pederzoli            | Ironwoman                    | 00:24:55 | 01:13:45 | 00:41:24 | 02:21:40 |
| 13   | Costanza Fasolis           | Torino Triathlon             | 00:24:54 | 01:13:14 | 00:43:42 | 02:23:31 |
| 14   | Alessia Orla               | DDS                          | 00:21:15 | 01:12:27 | 00:50:22 | 02:25:34 |
| 15   | Maria Grazia Prestigiacomo | Tennis Club Palermo 2        | 00:24:27 | 01:18:23 | 00:41:10 | 02:25:41 |
| 16   | Stefania Moneta            | ARC Busto Arsizio            | 00:24:57 | 01:17:47 | 00:44:54 | 02:29:23 |
| 17   | Consuelo Ferragina         | Canottieri Napoli            | 00:26:28 | 01:22:29 | 00:43:01 | 02:34:14 |
| 18   | Lavinia Palazzo            | Top Triathlon                | 00:27:41 | 01:24:10 | 00:47:04 | 02:41:09 |
| 19   | Raffaella Besenzon         | Padova Nuoto Dynamica        | 00:30:30 | 01:23:18 | 00:48:12 | 02:44:22 |